# TOKYO FM番組一覧
TOKYO FM番組一覧（トウキョウエフエムばんぐみいちらん）は、エフエム東京（TOKYO FM）で放送されている、もしくは過去に放送された番組の一覧である。
時刻はすべて日本標準時（JST）で記述する。

## 放送中の番組
- 2025年8月時点。
- 5時起点の24時間終日放送で、日曜深夜を含む月曜 2時 - 5時は放送休止。
- 但し、レイティング（聴取率調査週間）期間中を中心に不定期で、上記の放送休止時間に特別番組が編成される場合がある。
- 随時、『TOKYO FM NEWS』（ニュース、スポーツ）、『TOKYO FM トラフィックレポート』（交通情報）・『ドライバーズインフォ』を放送する。
- ▲印…東京・大阪2局ネット番組
- JFNフルネットと記載がある番組は特別加盟局のinterfmを除いた国内38局でネット。

### 平日
|                                                                | 月曜日 | 火曜日 | 水曜日 | 木曜日 | 金曜日 |
| 5                                                              | 00 Sound Library〜世界にひとつだけの本〜 - 木村多江（JFNC制作） | 00 Memories & Discoveries - 早見沙織（JFNC制作） | 00 Memories & Discoveries - 早見沙織（JFNC制作） | 00アーティスト・プロデュース・スーパー・エディション - 月替わり（JFNC制作） | 00 武部聡志のSESSIONS - 武部聡志（JFNC制作） |
| 5                                                              | 30 REAL SPORTS - 五十嵐亮太・秋山真凜 | 00 Memories & Discoveries - 早見沙織（JFNC制作） | 00 Memories & Discoveries - 早見沙織（JFNC制作） | 55 TOKYO FM ブランニューソング | 00 武部聡志のSESSIONS - 武部聡志（JFNC制作） |
| 6                                                              | 00 ONE MORNING - ユージ、吉田明世（TOKYO FM、JFNC制作） ▽6:55 MY OLYMPIC - 高橋尚子、荒川静香（隔月出演）（JFNフルネット） | 00 ONE MORNING - ユージ、吉田明世（TOKYO FM、JFNC制作） ▽6:55 MY OLYMPIC - 高橋尚子、荒川静香（隔月出演）（JFNフルネット） | 00 ONE MORNING - ユージ、吉田明世（TOKYO FM、JFNC制作） ▽6:55 MY OLYMPIC - 高橋尚子、荒川静香（隔月出演）（JFNフルネット） | 00 ONE MORNING - ユージ、吉田明世（TOKYO FM、JFNC制作） ▽6:55 MY OLYMPIC - 高橋尚子、荒川静香（隔月出演）（JFNフルネット） | 00 ONE MORNING - ユージ、吉田明世（TOKYO FM、JFNC制作） ▽6:55 MY OLYMPIC - 高橋尚子、荒川静香（隔月出演）（JFNフルネット） |
| 7                                                              | 7:00 - 7:30 JFNフルネット ▽7:00 MORNING HEADLINE ▽7:10 リポビタンD TREND NET ▽7:19 （火・木）KUMON 笑顔100点満点♪ - 手島千尋 ▽7:20 （月・火・木）ONE MORE NEWS / （水）＃農家の皆さんありがとう / （金）JA共済 presents なるほど! 交通安全 7:30 - 8:00 ▽7:40 ▲ NOEVIR Song Of Life                                                               | 7:00 - 7:30 JFNフルネット ▽7:00 MORNING HEADLINE ▽7:10 リポビタンD TREND NET ▽7:19 （火・木）KUMON 笑顔100点満点♪ - 手島千尋 ▽7:20 （月・火・木）ONE MORE NEWS / （水）＃農家の皆さんありがとう / （金）JA共済 presents なるほど! 交通安全 7:30 - 8:00 ▽7:40 ▲ NOEVIR Song Of Life                                                               | 7:00 - 7:30 JFNフルネット ▽7:00 MORNING HEADLINE ▽7:10 リポビタンD TREND NET ▽7:19 （火・木）KUMON 笑顔100点満点♪ - 手島千尋 ▽7:20 （月・火・木）ONE MORE NEWS / （水）＃農家の皆さんありがとう / （金）JA共済 presents なるほど! 交通安全 7:30 - 8:00 ▽7:40 ▲ NOEVIR Song Of Life                                                               | 7:00 - 7:30 JFNフルネット ▽7:00 MORNING HEADLINE ▽7:10 リポビタンD TREND NET ▽7:19 （火・木）KUMON 笑顔100点満点♪ - 手島千尋 ▽7:20 （月・火・木）ONE MORE NEWS / （水）＃農家の皆さんありがとう / （金）JA共済 presents なるほど! 交通安全 7:30 - 8:00 ▽7:40 ▲ NOEVIR Song Of Life                                                               | 7:00 - 7:30 JFNフルネット ▽7:00 MORNING HEADLINE ▽7:10 リポビタンD TREND NET ▽7:19 （火・木）KUMON 笑顔100点満点♪ - 手島千尋 ▽7:20 （月・火・木）ONE MORE NEWS / （水）＃農家の皆さんありがとう / （金）JA共済 presents なるほど! 交通安全 7:30 - 8:00 ▽7:40 ▲ NOEVIR Song Of Life |
| 8                                                              | 8:00 - 8:10 JFN全国ネット（一部地域を除く） ▽8:00イエローハット TODAY'S KEY NUMBER ▽8:09 今日のスポーツ ▽8:10 （月・水・木・金）NEW TREND ONE/（火）KINKATSU TREND ONE | 8:00 - 8:10 JFN全国ネット（一部地域を除く） ▽8:00イエローハット TODAY'S KEY NUMBER ▽8:09 今日のスポーツ ▽8:10 （月・水・木・金）NEW TREND ONE/（火）KINKATSU TREND ONE | 8:00 - 8:10 JFN全国ネット（一部地域を除く） ▽8:00イエローハット TODAY'S KEY NUMBER ▽8:09 今日のスポーツ ▽8:10 （月・水・木・金）NEW TREND ONE/（火）KINKATSU TREND ONE | 8:00 - 8:10 JFN全国ネット（一部地域を除く） ▽8:00イエローハット TODAY'S KEY NUMBER ▽8:09 今日のスポーツ ▽8:10 （月・水・木・金）NEW TREND ONE/（火）KINKATSU TREND ONE | 8:00 - 8:10 JFN全国ネット（一部地域を除く） ▽8:00イエローハット TODAY'S KEY NUMBER ▽8:09 今日のスポーツ ▽8:10 （月・水・木・金）NEW TREND ONE/（火）KINKATSU TREND ONE |
| 9                                                              | 00 Blue Ocean - 住吉美紀 | 00 Blue Ocean - 住吉美紀 | 00 Blue Ocean - 住吉美紀 | 00 Blue Ocean - 住吉美紀 | 00 Blue Ocean - 住吉美紀 |
| 10                                                             | 00 Blue Ocean - 住吉美紀 | 00 Blue Ocean - 住吉美紀 | 00 Blue Ocean - 住吉美紀 | 00 Blue Ocean - 住吉美紀 | 00 Blue Ocean - 住吉美紀 |
| 11                                                             | 00 ディア・フレンズ - 坂本美雨（JFNフルネット） | 00 ディア・フレンズ - 坂本美雨（JFNフルネット） | 00 ディア・フレンズ - 坂本美雨（JFNフルネット） | 00 ディア・フレンズ - 坂本美雨（JFNフルネット） | 00 松任谷由実のYuming Chord - 松任谷由実（JFNフルネット） |
| 11                                                             | 30 ALL-TIME BEST〜LUNCH TIME POWER MUSIC〜 - LOVE | 30 ALL-TIME BEST〜LUNCH TIME POWER MUSIC〜 - LOVE | 30 ALL-TIME BEST〜LUNCH TIME POWER MUSIC〜 - LOVE | 30 ラジオのタマカワ - 玉川徹、原千晶 | 30 ローソン presents 日向坂46のほっとひといき! - 河田陽菜、富田鈴花、髙橋未来虹、山下葉留花 （日向坂46、週替わり） |
| 11                                                             | 30 ALL-TIME BEST〜LUNCH TIME POWER MUSIC〜 - LOVE | 30 ALL-TIME BEST〜LUNCH TIME POWER MUSIC〜 - LOVE | 30 ALL-TIME BEST〜LUNCH TIME POWER MUSIC〜 - LOVE | 30 ラジオのタマカワ - 玉川徹、原千晶 | 55 TOKYO FM NEWS |
| 12                                                             | 30 ALL-TIME BEST〜LUNCH TIME POWER MUSIC〜 - LOVE | 30 ALL-TIME BEST〜LUNCH TIME POWER MUSIC〜 - LOVE | 30 ALL-TIME BEST〜LUNCH TIME POWER MUSIC〜 - LOVE | 30 ラジオのタマカワ - 玉川徹、原千晶 | 00 Expedia presents Magical Scenery Tour - 木村文乃 （大阪と同時ネット） |
| 12                                                             | 30 ALL-TIME BEST〜LUNCH TIME POWER MUSIC〜 - LOVE | 30 ALL-TIME BEST〜LUNCH TIME POWER MUSIC〜 - LOVE | 30 ALL-TIME BEST〜LUNCH TIME POWER MUSIC〜 - LOVE | 30 ラジオのタマカワ - 玉川徹、原千晶 | 30 セブン銀行 presents エバンジェリストスクール! - 西脇資哲、なえなの |
| 12                                                             | 30 ALL-TIME BEST〜LUNCH TIME POWER MUSIC〜 - LOVE | 30 ALL-TIME BEST〜LUNCH TIME POWER MUSIC〜 - LOVE | 30 ALL-TIME BEST〜LUNCH TIME POWER MUSIC〜 - LOVE | 30 ラジオのタマカワ - 玉川徹、原千晶 | 55 TOKYO FM NEWS |
| 13                                                             | 00 山崎怜奈の誰かに話したかったこと。 - 山崎怜奈 | 00 山崎怜奈の誰かに話したかったこと。 - 山崎怜奈 | 00 山崎怜奈の誰かに話したかったこと。 - 山崎怜奈 | 00 山崎怜奈の誰かに話したかったこと。 - 山崎怜奈 | 00 JUMP UP MELODIES TOP 20 supported by Ginza Sony Park - 鈴木おさむ、陣（THE RAMPAGE from EXILE TRIBE） |
| 14                                                             | 00 山崎怜奈の誰かに話したかったこと。 - 山崎怜奈 | 00 山崎怜奈の誰かに話したかったこと。 - 山崎怜奈 | 00 山崎怜奈の誰かに話したかったこと。 - 山崎怜奈 | 00 山崎怜奈の誰かに話したかったこと。 - 山崎怜奈 | 00 JUMP UP MELODIES TOP 20 supported by Ginza Sony Park - 鈴木おさむ、陣（THE RAMPAGE from EXILE TRIBE） |
| 55 IMP.のIMPickup - IMP.（JFNフルネット）                      | | | | | |
| 15                                                             | 00 THE TRAD - （月・火）稲垣吾郎、山本里菜（水・木）ハマ・オカモト、中川絵美里 ▽15:50 あぐりずむ - 川瀬良子（JFNフルネット） | 00 THE TRAD - （月・火）稲垣吾郎、山本里菜（水・木）ハマ・オカモト、中川絵美里 ▽15:50 あぐりずむ - 川瀬良子（JFNフルネット） | 00 THE TRAD - （月・火）稲垣吾郎、山本里菜（水・木）ハマ・オカモト、中川絵美里 ▽15:50 あぐりずむ - 川瀬良子（JFNフルネット） | 00 THE TRAD - （月・火）稲垣吾郎、山本里菜（水・木）ハマ・オカモト、中川絵美里 ▽15:50 あぐりずむ - 川瀬良子（JFNフルネット） | 00 TOKYO TEPPAN FRIDAY supported by Ginza Sony Park - 中西哲生、横山ルリカ |
| 16                                                             | 00 THE TRAD - （月・火）稲垣吾郎、山本里菜（水・木）ハマ・オカモト、中川絵美里 ▽15:50 あぐりずむ - 川瀬良子（JFNフルネット） | 00 THE TRAD - （月・火）稲垣吾郎、山本里菜（水・木）ハマ・オカモト、中川絵美里 ▽15:50 あぐりずむ - 川瀬良子（JFNフルネット） | 00 THE TRAD - （月・火）稲垣吾郎、山本里菜（水・木）ハマ・オカモト、中川絵美里 ▽15:50 あぐりずむ - 川瀬良子（JFNフルネット） | 00 THE TRAD - （月・火）稲垣吾郎、山本里菜（水・木）ハマ・オカモト、中川絵美里 ▽15:50 あぐりずむ - 川瀬良子（JFNフルネット） | 00 TOKYO TEPPAN FRIDAY supported by Ginza Sony Park - 中西哲生、横山ルリカ |
| 16:50 My First Music - 日替わりパーソナリティ（JFNフルネット） | | | | | 00 TOKYO TEPPAN FRIDAY supported by Ginza Sony Park - 中西哲生、横山ルリカ |
| 17                                                             | 00 Skyrocket Company - マンボウやしろ、浜崎美保 | 00 Skyrocket Company - マンボウやしろ、浜崎美保 | 00 Skyrocket Company - マンボウやしろ、浜崎美保 | 00 Skyrocket Company - マンボウやしろ、浜崎美保 | 00 - G-SHOCK presents THE MOMENT - こっちのけんと |
| 17                                                             | 00 Skyrocket Company - マンボウやしろ、浜崎美保 | 00 Skyrocket Company - マンボウやしろ、浜崎美保 | 00 Skyrocket Company - マンボウやしろ、浜崎美保 | 00 Skyrocket Company - マンボウやしろ、浜崎美保 | 25 ドライバーズ・インフォ |
| 17                                                             | 00 Skyrocket Company - マンボウやしろ、浜崎美保 | 00 Skyrocket Company - マンボウやしろ、浜崎美保 | 00 Skyrocket Company - マンボウやしろ、浜崎美保 | 00 Skyrocket Company - マンボウやしろ、浜崎美保 | 30 トランスコスモス Presents 松任谷正隆のちょっと変なこと聞いてもいいですか? - 松任谷正隆 |
| 17                                                             | 00 Skyrocket Company - マンボウやしろ、浜崎美保 | 00 Skyrocket Company - マンボウやしろ、浜崎美保 | 00 Skyrocket Company - マンボウやしろ、浜崎美保 | 00 Skyrocket Company - マンボウやしろ、浜崎美保 | 55 ドライバーズ・インフォ |
| 18                                                             | 00 Skyrocket Company - マンボウやしろ、浜崎美保 | 00 Skyrocket Company - マンボウやしろ、浜崎美保 | 00 Skyrocket Company - マンボウやしろ、浜崎美保 | 00 Skyrocket Company - マンボウやしろ、浜崎美保 | 00 IDOL CHAMP presents POP-K TOP10 Friday |
| 18                                                             | 00 Skyrocket Company - マンボウやしろ、浜崎美保 | 00 Skyrocket Company - マンボウやしろ、浜崎美保 | 00 Skyrocket Company - マンボウやしろ、浜崎美保 | 00 Skyrocket Company - マンボウやしろ、浜崎美保 | 25 ドライバーズ・インフォ |
| 18                                                             | 00 Skyrocket Company - マンボウやしろ、浜崎美保 | 00 Skyrocket Company - マンボウやしろ、浜崎美保 | 00 Skyrocket Company - マンボウやしろ、浜崎美保 | 00 Skyrocket Company - マンボウやしろ、浜崎美保 | 30 Tokyo Midtown presents The Lifestyle MUSEUM - ピーター・バラカン、柴田幸子 |
| 19                                                             | 00 Skyrocket Company - マンボウやしろ、浜崎美保 | 00 Skyrocket Company - マンボウやしろ、浜崎美保 | 00 Skyrocket Company - マンボウやしろ、浜崎美保 | 00 Skyrocket Company - マンボウやしろ、浜崎美保 | 00 TOOLS BAR RADIO supported by タイヘイグループ - 高野倉匡人 |
| 19                                                             | 00 Skyrocket Company - マンボウやしろ、浜崎美保 | 00 Skyrocket Company - マンボウやしろ、浜崎美保 | 00 Skyrocket Company - マンボウやしろ、浜崎美保 | 00 Skyrocket Company - マンボウやしろ、浜崎美保 | 30 Da-iCEの大野雄大ッス!supported by BOAT RACE - 大野雄大 （北海道・青森・岩手・秋田・宮城・福島・山形・沖縄にもネット。青森以外時差ネット。） |
| 19                                                             | 00 Skyrocket Company - マンボウやしろ、浜崎美保 | 00 Skyrocket Company - マンボウやしろ、浜崎美保 | 00 Skyrocket Company - マンボウやしろ、浜崎美保 | 00 Skyrocket Company - マンボウやしろ、浜崎美保 | 55 ドライバーズ・インフォ |
| 20                                                             | 00 喋るズ （月）エフエムレインボー - レインボー （火）橋本・奥田の銀銀学学 - 橋本直（銀シャリ）・奥田修二（ガクテンソク） （水）リリー・嶋佐のソプラノC - リリー（見取り図）・嶋佐和也（ニューヨーク） （木）トーキョー・エフエムロヒー - ヒコロヒー                                                                                             | 00 喋るズ （月）エフエムレインボー - レインボー （火）橋本・奥田の銀銀学学 - 橋本直（銀シャリ）・奥田修二（ガクテンソク） （水）リリー・嶋佐のソプラノC - リリー（見取り図）・嶋佐和也（ニューヨーク） （木）トーキョー・エフエムロヒー - ヒコロヒー                                                                                             | 00 喋るズ （月）エフエムレインボー - レインボー （火）橋本・奥田の銀銀学学 - 橋本直（銀シャリ）・奥田修二（ガクテンソク） （水）リリー・嶋佐のソプラノC - リリー（見取り図）・嶋佐和也（ニューヨーク） （木）トーキョー・エフエムロヒー - ヒコロヒー                                                                                             | 00 喋るズ （月）エフエムレインボー - レインボー （火）橋本・奥田の銀銀学学 - 橋本直（銀シャリ）・奥田修二（ガクテンソク） （水）リリー・嶋佐のソプラノC - リリー（見取り図）・嶋佐和也（ニューヨーク） （木）トーキョー・エフエムロヒー - ヒコロヒー                                                                                             | 00 土屋圭市のくるまの話 supported by Castalk |
| 20                                                             | 00 喋るズ （月）エフエムレインボー - レインボー （火）橋本・奥田の銀銀学学 - 橋本直（銀シャリ）・奥田修二（ガクテンソク） （水）リリー・嶋佐のソプラノC - リリー（見取り図）・嶋佐和也（ニューヨーク） （木）トーキョー・エフエムロヒー - ヒコロヒー                                                                                             | 00 喋るズ （月）エフエムレインボー - レインボー （火）橋本・奥田の銀銀学学 - 橋本直（銀シャリ）・奥田修二（ガクテンソク） （水）リリー・嶋佐のソプラノC - リリー（見取り図）・嶋佐和也（ニューヨーク） （木）トーキョー・エフエムロヒー - ヒコロヒー                                                                                             | 00 喋るズ （月）エフエムレインボー - レインボー （火）橋本・奥田の銀銀学学 - 橋本直（銀シャリ）・奥田修二（ガクテンソク） （水）リリー・嶋佐のソプラノC - リリー（見取り図）・嶋佐和也（ニューヨーク） （木）トーキョー・エフエムロヒー - ヒコロヒー                                                                                             | 00 喋るズ （月）エフエムレインボー - レインボー （火）橋本・奥田の銀銀学学 - 橋本直（銀シャリ）・奥田修二（ガクテンソク） （水）リリー・嶋佐のソプラノC - リリー（見取り図）・嶋佐和也（ニューヨーク） （木）トーキョー・エフエムロヒー - ヒコロヒー                                                                                             | 30 ベルク presents 乃木坂46の乃木坂に相談だ! - 田村真佑、松尾美佑（乃木坂46） |
| 20                                                             | 55 5分で伝えきれないスペシャルオリンピックスの世界 - やまだひさし | 55 5分で伝えきれないスペシャルオリンピックスの世界 - やまだひさし | 55 5分で伝えきれないスペシャルオリンピックスの世界 - やまだひさし | 55 5分で伝えきれないスペシャルオリンピックスの世界 - やまだひさし | 55 TOKYO FM ブランニューソング |
| 21                                                             | 00 水樹奈々のMの世界 - 水樹奈々 （エフエム愛媛にもネット） | 00 シアーミュージック presents しらスタのボイトレディオ - しらスタ・岸洋佑 | 00 MURO presents KING OF DIGGIN' - MURO、MACKA-CHIN | 00 白岳しろ 坂ノ上茜のぎゃんっ!ラジオ - 坂ノ上茜 | 00 FESTIVAL OUT - 別府由来 |
| 21                                                             | 30 ぴあ presents K-monday Spotlight | 30 シャルム・ワンダー・スペース - Shallm | 30 宮﨑薫のHump Oight With Me - 宮﨑薫 | 30 鷹の爪団の「人工知能、ちょっと来い!」～AIを使って世界征服じゃ～ - FROGMAN、花奈澪 | 30 うたの☆プリンスさまっ♪ Find the Music - 寺島拓篤 |
| 21                                                             | 55 TOKYO FM NEWS | | | | |
| 22                                                             | 00 SCHOOL OF LOCK! - こもり校長・アンジー教頭（JFNフルネット） ▽22:18 ARTIST LOCKS! （1週目）乃木坂LOCKS! - 井上和（乃木坂46） （2週目）NiziU LOCKS! - NiziU （3週目）INI LOCKS! - 髙塚大夢（INI） （4週目）景井LOCKS! - 景井ひな （5週目）新しい学校のリーダーズ LOCKS! - 新しい学校のリーダーズ ▽22:55 どっちのCat or Dog（JFN一部の局を除く） | 00 SCHOOL OF LOCK! - こもり校長・アンジー教頭（JFNフルネット） ▽22:18 ARTIST LOCKS! （1週目）乃木坂LOCKS! - 井上和（乃木坂46） （2週目）NiziU LOCKS! - NiziU （3週目）INI LOCKS! - 髙塚大夢（INI） （4週目）景井LOCKS! - 景井ひな （5週目）新しい学校のリーダーズ LOCKS! - 新しい学校のリーダーズ ▽22:55 どっちのCat or Dog（JFN一部の局を除く） | 00 SCHOOL OF LOCK! - こもり校長・アンジー教頭（JFNフルネット） ▽22:18 ARTIST LOCKS! （1週目）乃木坂LOCKS! - 井上和（乃木坂46） （2週目）NiziU LOCKS! - NiziU （3週目）INI LOCKS! - 髙塚大夢（INI） （4週目）景井LOCKS! - 景井ひな （5週目）新しい学校のリーダーズ LOCKS! - 新しい学校のリーダーズ ▽22:55 どっちのCat or Dog（JFN一部の局を除く） | 00 SCHOOL OF LOCK! - こもり校長・アンジー教頭（JFNフルネット） ▽22:18 ARTIST LOCKS! （1週目）乃木坂LOCKS! - 井上和（乃木坂46） （2週目）NiziU LOCKS! - NiziU （3週目）INI LOCKS! - 髙塚大夢（INI） （4週目）景井LOCKS! - 景井ひな （5週目）新しい学校のリーダーズ LOCKS! - 新しい学校のリーダーズ ▽22:55 どっちのCat or Dog（JFN一部の局を除く） | 00 SCHOOL OF LOCK! FRIDAY - こもり校長・アンジー教頭 （JFNフルネット） ▽22:00 学校運営戦略会議 ▽22:15 閃光LOCKS!▽22:30 ビーバーLOCKS! - SUPER BEAVER |
| 22                                                             | 00 SCHOOL OF LOCK! - こもり校長・アンジー教頭（JFNフルネット） ▽22:18 ARTIST LOCKS! （1週目）乃木坂LOCKS! - 井上和（乃木坂46） （2週目）NiziU LOCKS! - NiziU （3週目）INI LOCKS! - 髙塚大夢（INI） （4週目）景井LOCKS! - 景井ひな （5週目）新しい学校のリーダーズ LOCKS! - 新しい学校のリーダーズ ▽22:55 どっちのCat or Dog（JFN一部の局を除く） | 00 SCHOOL OF LOCK! - こもり校長・アンジー教頭（JFNフルネット） ▽22:18 ARTIST LOCKS! （1週目）乃木坂LOCKS! - 井上和（乃木坂46） （2週目）NiziU LOCKS! - NiziU （3週目）INI LOCKS! - 髙塚大夢（INI） （4週目）景井LOCKS! - 景井ひな （5週目）新しい学校のリーダーズ LOCKS! - 新しい学校のリーダーズ ▽22:55 どっちのCat or Dog（JFN一部の局を除く） | 00 SCHOOL OF LOCK! - こもり校長・アンジー教頭（JFNフルネット） ▽22:18 ARTIST LOCKS! （1週目）乃木坂LOCKS! - 井上和（乃木坂46） （2週目）NiziU LOCKS! - NiziU （3週目）INI LOCKS! - 髙塚大夢（INI） （4週目）景井LOCKS! - 景井ひな （5週目）新しい学校のリーダーズ LOCKS! - 新しい学校のリーダーズ ▽22:55 どっちのCat or Dog（JFN一部の局を除く） | 00 SCHOOL OF LOCK! - こもり校長・アンジー教頭（JFNフルネット） ▽22:18 ARTIST LOCKS! （1週目）乃木坂LOCKS! - 井上和（乃木坂46） （2週目）NiziU LOCKS! - NiziU （3週目）INI LOCKS! - 髙塚大夢（INI） （4週目）景井LOCKS! - 景井ひな （5週目）新しい学校のリーダーズ LOCKS! - 新しい学校のリーダーズ ▽22:55 どっちのCat or Dog（JFN一部の局を除く） | 55 ECC presents SOL フューチャー宣言！ - こもり校長 |
| 23                                                             | ▽23:00 （月）ANZEN LOCKS! （水）松田LOCKS! - 松田部長 （木）SCHOOL OF LOCK! 森林部 ▽23:08 ARTIST LOCKS! （月）ミセスLOCKS! - Mrs. GREEN APPLE （火）Saucy LOCKS - Saucy Dog （水）宮世LOCKS! - 宮世琉弥 （木）乃木坂LOCKS! - 賀喜遥香（乃木坂46）                                                                                                | ▽23:00 （月）ANZEN LOCKS! （水）松田LOCKS! - 松田部長 （木）SCHOOL OF LOCK! 森林部 ▽23:08 ARTIST LOCKS! （月）ミセスLOCKS! - Mrs. GREEN APPLE （火）Saucy LOCKS - Saucy Dog （水）宮世LOCKS! - 宮世琉弥 （木）乃木坂LOCKS! - 賀喜遥香（乃木坂46）                                                                                                | ▽23:00 （月）ANZEN LOCKS! （水）松田LOCKS! - 松田部長 （木）SCHOOL OF LOCK! 森林部 ▽23:08 ARTIST LOCKS! （月）ミセスLOCKS! - Mrs. GREEN APPLE （火）Saucy LOCKS - Saucy Dog （水）宮世LOCKS! - 宮世琉弥 （木）乃木坂LOCKS! - 賀喜遥香（乃木坂46）                                                                                                | ▽23:00 （月）ANZEN LOCKS! （水）松田LOCKS! - 松田部長 （木）SCHOOL OF LOCK! 森林部 ▽23:08 ARTIST LOCKS! （月）ミセスLOCKS! - Mrs. GREEN APPLE （火）Saucy LOCKS - Saucy Dog （水）宮世LOCKS! - 宮世琉弥 （木）乃木坂LOCKS! - 賀喜遥香（乃木坂46）                                                                                                | 00 WEEKLY ARTIST FILE - 鬼頭由芽 （JFNフルネット） |
| 23                                                             | 55 TOKYO FM NEWS | | | | |
| 24                                                             | 00 JET STREAM - 福山雅治（JFNフルネット） | 00 JET STREAM - 福山雅治（JFNフルネット） | 00 JET STREAM - 福山雅治（JFNフルネット） | 00 JET STREAM - 福山雅治（JFNフルネット） | 00 JET STREAM - 福山雅治（JFNフルネット） |
| 24                                                             | 55 TOKYO FM NEWS | | | | |
| 1                                                              | 00 TOKYO SPEAKEASY - 國村隼、月：週替わり、火：落合陽一、水：堀江貴文、木：日比野克彦（JFN35局ネット） | 00 TOKYO SPEAKEASY - 國村隼、月：週替わり、火：落合陽一、水：堀江貴文、木：日比野克彦（JFN35局ネット） | 00 TOKYO SPEAKEASY - 國村隼、月：週替わり、火：落合陽一、水：堀江貴文、木：日比野克彦（JFN35局ネット） | 00 TOKYO SPEAKEASY - 國村隼、月：週替わり、火：落合陽一、水：堀江貴文、木：日比野克彦（JFN35局ネット） | 00 From INI - INI（JFNC制作、JFN37局ネット） |
| 2                                                              | 00 Audee CONNECT （月）狩野英孝、（火）緑仙（にじさんじ）、（水）蓮見翔（ダウ90000）、（木） （月 - 水：TOKYO FM/JFNC共同制作、JFN33局ネット） | 00 Audee CONNECT （月）狩野英孝、（火）緑仙（にじさんじ）、（水）蓮見翔（ダウ90000）、（木） （月 - 水：TOKYO FM/JFNC共同制作、JFN33局ネット） | 00 Audee CONNECT （月）狩野英孝、（火）緑仙（にじさんじ）、（水）蓮見翔（ダウ90000）、（木） （月 - 水：TOKYO FM/JFNC共同制作、JFN33局ネット） | 00 Audee CONNECT （月）狩野英孝、（火）緑仙（にじさんじ）、（水）蓮見翔（ダウ90000）、（木） （月 - 水：TOKYO FM/JFNC共同制作、JFN33局ネット） | 00 From INI - INI（JFNC制作、JFN37局ネット） |
| 3                                                              | 00 Audee CONNECT （月）狩野英孝、（火）緑仙（にじさんじ）、（水）蓮見翔（ダウ90000）、（木） （月 - 水：TOKYO FM/JFNC共同制作、JFN33局ネット） | 00 Audee CONNECT （月）狩野英孝、（火）緑仙（にじさんじ）、（水）蓮見翔（ダウ90000）、（木） （月 - 水：TOKYO FM/JFNC共同制作、JFN33局ネット） | 00 Audee CONNECT （月）狩野英孝、（火）緑仙（にじさんじ）、（水）蓮見翔（ダウ90000）、（木） （月 - 水：TOKYO FM/JFNC共同制作、JFN33局ネット） | 00 Audee CONNECT （月）狩野英孝、（火）緑仙（にじさんじ）、（水）蓮見翔（ダウ90000）、（木） （月 - 水：TOKYO FM/JFNC共同制作、JFN33局ネット） | 00 RADIO DRAGON -NEXT- - 菅野結以 |
| 4                                                              | 00 Memories & Discoveries - 早見沙織（JFNC制作） | 00 Memories & Discoveries - 早見沙織（JFNC制作） | 00 ストグラ広報室 | 00 NIGHT DIVER - カツセマサヒコ | 00 RADIO DRAGON -NEXT- - 菅野結以 |
| 4                                                              | 00 Memories & Discoveries - 早見沙織（JFNC制作） | 00 Memories & Discoveries - 早見沙織（JFNC制作） | 30 相坂優歌 湯上がり何飲む? - 相坂優歌 | 30 MUSIC PLANET presents RADIO★PLANET Tokyo - ケリー隆介 | 00 RADIO DRAGON -NEXT- - 菅野結以 |

### 週末
|    | 土曜日                                                                                            | 日曜日 |
| 5  | 00 みのラジ - みの                                                                                | 00 エンタメPalette!! - Nakamu、安藤咲良                                                                                        |
| 5  | 55 JAタウンまるかじり                                                                             | 55 ドライバーズ・インフォ |
| 6  | 00 TOKYO NEWS RADIO ～LIFE～ - 村田睦、手島千尋                                                   | 00 馬渕・渡辺の#ビジトピ - 馬渕磨理子、渡辺広明                                                                                |
| 7  | 00 The Legends with George Williams - ジョージ・ウィリアムズ                                      | 00 笹川平和財団 presens -The Power of Not Knowing - 関根麻里                                                                   |
| 7  | 25 ビズスタ THE REAL WELLNESS - 佐原雅之                                                          | 00 笹川平和財団 presens -The Power of Not Knowing - 関根麻里                                                                   |
| 7  | 30 明治フラクトオリゴ糖 presents 加治ひとみ EYES to Beauty - 加治ひとみ                           | 30 杉浦太陽・村上佳菜子 日曜まなびより - 杉浦太陽・村上佳菜子 （JFNフルネット・時差ネット）                                    |
| 7  | 55 ドライバーズ・インフォ                                                                         | |
| 8  | 00 岩田剛典 サステナ*デイズ supported by 日本製紙クレシア - 岩田剛典（三代目 J SOUL BROTHERS）    | 00 SCG presents BEGINのくがにちんだみ - BEGIN                                                                                  |
| 8  | 25 防災 FRONTLINE - 手島千尋                                                                      | 00 SCG presents BEGINのくがにちんだみ - BEGIN                                                                                  |
| 8  | 30 ▲ Peace of Mind:土曜の朝のサラ・オレイン - サラ・オレイン （大阪と同時ネット）                 | 30 ブルボン presents Shining Star - 吉田明世 （JFNC制作、宮城・岩手・山形・福島・新潟・兵庫にもネット）                        |
| 8  | 55 Cheer up Station                                                                               | 55 JOGLISインフォ |
| 9  | 00 NOEVIR Color of Life - 唐橋ユミ                                                                | 00 KOSÉ "Find My Beauty" powered by @cosme TOKYO - すみれ、広海                                                                |
| 9  | 30 鞘師里保のライフアップ・チョイス supported by マイベスト - 鞘師里保                            | 30 太田胃散 presents DAIGOのOHAYO-WISH!! - DAIGO （大阪・愛知にもネット）                                                      |
| 9  | 55 ドライバーズ・インフォ                                                                         | |
| 10 | 00 SPORTS BEAT supported by TOYOTA - 藤木直人、高見侑里（JFNフルネット）                          | 00 ASKA Terminal Melody - 小山ジャネット愛子（JFNフルネット）                                                                  |
| 10 | 00 SPORTS BEAT supported by TOYOTA - 藤木直人、高見侑里（JFNフルネット）                          | 30 YKK AP presents 皆藤愛子の窓café〜窓辺でcafé time〜 - 皆藤愛子（JFNフルネット）                                             |
| 10 | 50 コスモアースコンシャスアクト 未来へのメッセージ（JFNフルネット）                               | |
| 10 | 55 Weekend Navi from TOKYO TOWER - MISATO                                                         | 55 ドライバーズ・インフォ |
| 11 | 00 サントリーウエルネス presents ますだおかだのココキク!～心に効くかもしれない話～ - ますだおかだ | 00 菊池風磨 hoursz - 菊池風磨（JFNフルネット）                                                                                 |
| 11 | 25 F.C.TOKYO SPIRIT                                                                               | 00 菊池風磨 hoursz - 菊池風磨（JFNフルネット）                                                                                 |
| 11 | 30 SPORTLIGHT - アミューズスポーツエージェンシー所属アスリート（2週交代）・永島優美               | 30 木村拓哉 Flow - 木村拓哉（JFNフルネット）                                                                                   |
| 11 | 55 Alfa Romeo presents Musica sulla Strada                                                        | 55 ドライバーズ・インフォ |
| 12 | 00 DEAN FUJIOKA New Calendar - ディーン・フジオカ                                                 | 00 津田健次郎 SPEA/KING - 津田健次郎（JFNフルネット）                                                                          |
| 12 | 25 ドライバーズ・インフォ                                                                         | 00 津田健次郎 SPEA/KING - 津田健次郎（JFNフルネット）                                                                          |
| 12 | 30 おとをかし - 川上洋平（［Alexandros］）                                                        | 30 CHINTAI presents きゃりーぱみゅぱみゅ Chapter #0 〜Touch Your Heart〜 きゃりーぱみゅぱみゅ（JFNフルネット）                 |
| 12 | 55 ドライバーズ・インフォ                                                                         | |
| 13 | 00 JA全農 COUNTDOWN JAPAN -遠山大輔（グランジ）、潮紗理菜（JFNフルネット）                        | 00 いいこと、聴いた - 秋元康 （群馬を除くJFN37局ネット）                                                                       |
| 13 | 53 KUMON 全国の大学生 笑顔100点満点リレー（JFNフルネット）                                        | 00 いいこと、聴いた - 秋元康 （群馬を除くJFN37局ネット）                                                                       |
| 13 | 55 JA共済 にほんのたから ちいきのきずな - 住吉美紀（JFNフルネット）                               | 55 ▲ マクセル meets カレッジナレッジ - 山本瑠香                                                                                |
| 14 | 00 福山雅治 福のラジオ - 福山雅治（JFNフルネット）                                                | 00 山下達郎の楽天カード サンデー・ソングブック - 山下達郎（JFNフルネット）                                                     |
| 14 | 55 SBI損保 presents TOKYOこどもTIMES - 杉浦太陽                                                   | 55 三井倉庫グループ Presents 未来に「つなぐ」物語 - 笠間淳（福岡は時差ネット）                                                 |
| 15 | 00 ACN presents 丸山茂樹のMOVING SATURDAY - 丸山茂樹（JFNフルネット）                             | 00 日本郵便 SUNDAY'S POST - 小山薫堂、宇賀なつみ（JFNフルネット）                                                              |
| 15 | 25 日本住宅ローン GO!GO!家族 - チョコレートプラネット（JFNフルネット）                            | 00 日本郵便 SUNDAY'S POST - 小山薫堂、宇賀なつみ（JFNフルネット）                                                              |
| 15 | 30 広瀬すずの「よはくじかん」 - 広瀬すず（JFNフルネット）                                         | 00 日本郵便 SUNDAY'S POST - 小山薫堂、宇賀なつみ（JFNフルネット）                                                              |
| 15 | 50 ルートインホテルズ presents とっておきここだけの旅～ここ旅～ - 野呂佳代（JFNフルネット）       | |
| 15 | 55 SHO TIME AuDee 2025 - 赤木ひろこ                                                               | 55 ドライバーズ・インフォ |
| 16 | 00 リリー・フランキー「スナック ラジオ」 - リリー・フランキー、BABI、しゅう（JFNフルネット）      | 00 ももいろクローバーZのハッピー・クローバー!TOP10 - ももいろクローバーZ（週替わりで2名）、清野茂樹、藤田太郎（JFNフルネット） |
| 16 | 55 ドライバーズ・インフォ                                                                         | 55 ソニー損保 presents ハイウェイ★ソウルフード - 川瀬良子                                                                      |
| 17 | 00 川島明 そもそもの話 - 川島明（麒麟） （群馬を除くJFN37局ネット、青森は時差ネット）             | 00 NISSAN あ、安部礼司〜BEYOND THE AVERAGE - 安部礼司 （JFNフルネット）                                                        |
| 17 | 55 一建設 presents おうちのはなし - 髙橋ひかる（大阪・愛知・仙台・静岡・広島・福岡にもネット）    | 55 ドライバーズ・インフォ |
| 18 | 00 東芝ライフスタイル アイナ・ジ・エンドの「ほな、また」- アイナ・ジ・エンド                      | 00 こくみん共済 coop presents 世界には歌詞があふれている。- 中野信子、手島千尋                                                 |
| 18 | 30 三菱地所レジデンス presents Sparkle Life - 本仮屋ユイカ                                        | 30 nippn ¡hon-yomokka! - 南沢奈央                                                                                              |
| 18 | 55 ドライバーズ・インフォ                                                                         | |
| 19 | 00 まんが王国 presents 世界はまんがで出来ている! - 狩野英孝、倉持由香                             | 00 TOKYO FM サンデースペシャル 最終週：村上RADIO - 村上春樹（JFNフルネット）                                                   |
| 19 | 30 BABYMETALのメタラジ! - BABYMETAL                                                               | 00 TOKYO FM サンデースペシャル 最終週：村上RADIO - 村上春樹（JFNフルネット）                                                   |
| 19 | 55 毎日に夢中～感動プロデューサー - 小林章一                                                      | |
| 20 | 00 DIGITAL VORN Future Pix - 笹川友里                                                             | 00 MAZZEL RADIO STATION - MAZZEL                                                                                               |
| 20 | 30 東京プラネタリー☆カフェ - 篠原ともえ                                                           | 30 ナチュラルスパ presents TOKYO SAUNAR'S GARDEN - 中上恭子                                                                    |
| 20 | 55 TOKYO FM ブランニューソング                                                                    | |
| 21 | 00 No BUDDiiS - BUDDiiS                                                                           | 00 SPITZ 草野マサムネのロック大陸漫遊記 - 草野マサムネ（スピッツ） （JFNフルネット・時差ネット）                               |
| 21 | 30 JAPAN MOVE UP supported by TOKYO HEADLINE - 一木広治、Chigusa                                  | 00 SPITZ 草野マサムネのロック大陸漫遊記 - 草野マサムネ（スピッツ） （JFNフルネット・時差ネット）                               |
| 21 | 55 TOKYO FM NEWS～きょうのSHO TIME!                                                               | |
| 22 | 00 ドリームハート - 茂木健一郎（JFNフルネット）                                                   | 00 ▲ Dr.Recella presents 江原啓之 おと語り - 江原啓之 （大阪・山陰にもネット）                                                 |
| 22 | 00 ドリームハート - 茂木健一郎（JFNフルネット）                                                   | 25 TOKYO FM ブランニューソング                                                                                                 |
| 22 | 30 SEKAI NO OWARI “The House” - SEKAI NO OWARI（JFNフルネット）                                   | 30 ▲川崎鷹也 MAGIC NOTE - 川崎鷹也                                                                                             |
| 22 | 55 AuDee TREND                                                                                    | 55 飯田里穂の推し活推進部! - 飯田里穂                                                                                          |
| 23 | 00 桑田佳祐のやさしい夜遊び - 桑田佳祐（JFNフルネット+茅ヶ崎エフエム）                            | 00 鈴木敏夫のジブリ汗まみれ - 鈴木敏夫（JFNフルネット）                                                                        |
| 23 | 00 桑田佳祐のやさしい夜遊び - 桑田佳祐（JFNフルネット+茅ヶ崎エフエム）                            | 30 SOUL ＆ ROOTS - 渡辺志保（JFNフルネット）                                                                                   |
| 23 | 55 TOKYO FM NEWS                                                                                  | |
| 24 | 00 柏木由紀のYUKIRIN TIME supported byMeSEUM - 柏木由紀                                           | 00 澤本・権八のすぐに終わりますから - 澤本嘉光、権八成裕                                                                       |
| 24 | 30 ENGAB RADIO by ENVii GABRIELLA - ENVii GABRIELLA                                               | 30 s**t kingzのダンサーだってしゃべりたい - s**t kingz                                                                         |
| 1  | 00 BEST ISHIDA Presents クロノス日本版 Tick Tock Talk♪ - 広田雅将（「クロノス日本版」編集長）     | 00 doda presents 空想メディア - 高須光聖                                                                                       |
| 1  | 30 ナポリの男たちα - ナポリの男たち                                                               | 30 山田五郎と中川翔子の『リミックスZ』 - 山田五郎、中川翔子（JFNC制作）                                                        |
| 2  | 00 AUGER Kiss our humanity 心に触れて“整える”時間 - 鈴木曜                                        | 2:00 - 5:00 放送休止不定期で特別番組を放送。 終夜放送の場合もあれば1時間から2時間で終了し、あとは放送休止の場合もある。        |
| 2  | 30 帝乃三姉妹は案外、おしゃべり - 天海由梨奈、古賀葵、青山吉能                                    | 2:00 - 5:00 放送休止不定期で特別番組を放送。 終夜放送の場合もあれば1時間から2時間で終了し、あとは放送休止の場合もある。        |
| 3  | 00 風とロック - 箭内道彦（TOKYO FM、JFNC制作）                                                    | 2:00 - 5:00 放送休止不定期で特別番組を放送。 終夜放送の場合もあれば1時間から2時間で終了し、あとは放送休止の場合もある。        |
| 3  | 30 羽多野渉と古賀葵 コエ×コエ - 羽多野渉、古賀葵                                                  | 2:00 - 5:00 放送休止不定期で特別番組を放送。 終夜放送の場合もあれば1時間から2時間で終了し、あとは放送休止の場合もある。        |
| 4  | 00 MUSIC シュTATION - シュウペイ（ぺこぱ）                                                        | 2:00 - 5:00 放送休止不定期で特別番組を放送。 終夜放送の場合もあれば1時間から2時間で終了し、あとは放送休止の場合もある。        |
| 4  | 30 ミドリノラジオ - 田中美登里                                                                    | 2:00 - 5:00 放送休止不定期で特別番組を放送。 終夜放送の場合もあれば1時間から2時間で終了し、あとは放送休止の場合もある。        |

## 終了した番組

### 平日
※ 右の [開く] をクリック。

### 週末
※ 右の [表示] をクリック。

### その他
※ 右の [表示] をクリック。

### TFMでは終了したが、他のJFN加盟局では放送中の番組
- A・O・R[91]
- 丸園音楽堂
- 高橋優のリアラジ[91]
- COAST TO COAST
- やまだひさしのラジアンリミテッドF
- 鈴木愛理のEasy To Smile
- クリープハイプ 尾崎世界観 声にしがみついて
- ハラミちゃんのハラミファソRadio♪[91]
- Jazz Reminiscence[91]